# Банк России

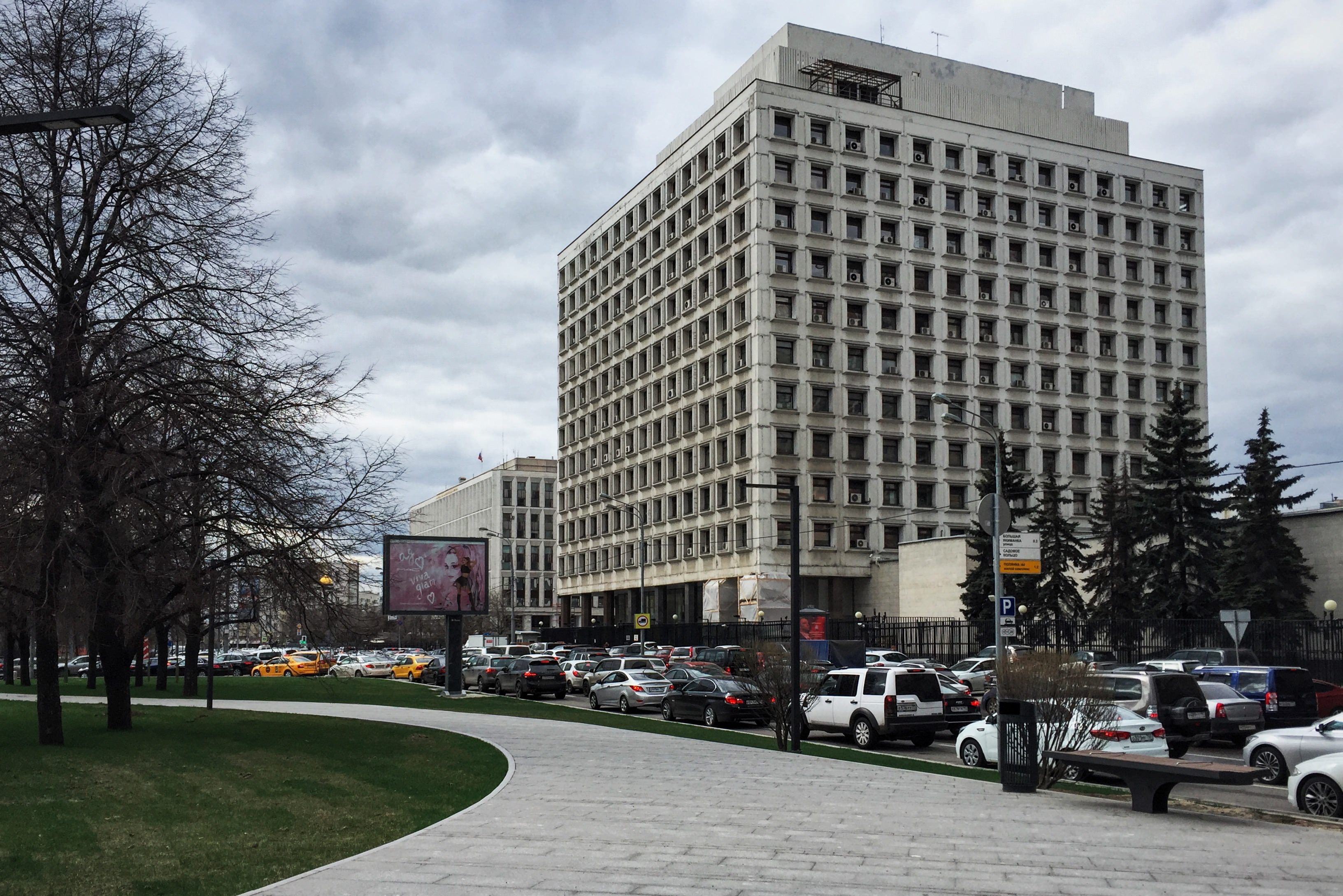
Здание ЦБ РФ, Житная улица, 12, Межрегиональный центр обработки информации

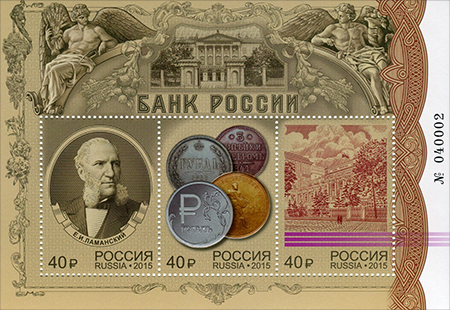
Банк России, почтовый блок России 2015 года

Центра́льный банк Росси́йской Федера́ции (Банк Росси́и, ЦБ РФ, Центробанк РФ) — особый публично-правовой институт России, главный банк (первого уровня). Главный эмиссионный и денежно-кредитный регулятор страны, разрабатывающий и реализующий во взаимодействии с Правительством Российской Федерации единую государственную денежно-кредитную политику и наделённый особыми полномочиями, в частности, правом эмиссии денежных знаков и регулирования деятельности банков. Банк России, выполняя роль главного, непосредственно координирующего и регулирующего органа всей кредитной системы страны, выступает органом экономического управления. Банк России контролирует деятельность кредитных организаций, выдаёт и отзывает у них лицензии на осуществление банковских операций, а уже сами кредитные организации работают с прочими юридическими и физическими лицами.
Статья 71 Конституции Российской Федерации определяет, что правом денежной эмиссии обладает Российская Федерация, а статья 75 конкретизирует, что денежная эмиссия осуществляется исключительно Центральным банком Российской Федерации, оговорена его основная функция — защита и обеспечение устойчивости рубля, которую он осуществляет независимо от других органов государственной власти. Статус, цели деятельности, функции и полномочия Центрального банка Российской Федерации определяются Конституцией РФ, Федеральным законом «О Центральном банке Российской Федерации (Банке России)» и другими федеральными законами.
Банк России называет себя правопреемником Государственного банка СССР. Хотя как юридическое лицо Банк России зарегистрирован 2 декабря 1990 года (ИНН 7702235133) — за 2 года до прекращения деятельности Госбанка СССР и был лишь одним из прочих национальных банков, учреждённых в то время на базе республиканских контор Госбанка СССР. С середины 1991 по конец 1992 года наблюдалось противостояние Российского государственного банка и Госбанка СССР. Постановлением Верховного Совета РСФСР № 1917-1 от 22 ноября 1991 года Центральному банку РСФСР предписывалось принять имущество Госбанка СССР на территории России и выполнять его функции, но о юридической правопреемственности там не упоминалось. Банк России официально является центральным банком Российской Федерации только с 2002 года.
Банк имеет присвоенный основной государственный регистрационный номер (ОГРН) № 1037700013020 от 10 января 2003 года.

## История
| Этапы развития Центрального банка России | Этапы развития Центрального банка России             |
| Даты                                     | Этапы                                                |
| ---------------------------------------- | ---------------------------------------------------- |
| 1769—1818                                | Государственный ассигнационный банк                  |
| 1818—1860                                | Государственный коммерческий банк Российской империи |
| 1860—1917                                | Государственный банк Российской империи              |
| 1917—1922                                | Народный банк РСФСР                                  |
| 1922—1991                                | Государственный банк СССР                            |
| 1991 — наст. время                       | Центральный банк России                              |

13 июля 1990 года учреждён Центральный банк Российской Федерации (Банк России) в результате преобразования Российского республиканского банка Госбанка СССР, существовавшего с октября 1987 года. Был подотчётным Верховному Совету РСФСР. Первоначальное название — Государственный банк РСФСР.
2 декабря 1990 года Верховный Совет РСФСР принял Закон о Центральном банке РСФСР (Банке России) № 394-1, в соответствии с которым Банк России стал юридическим лицом, главным банком РСФСР и был подотчётен Верховному Совету РСФСР. В июне 1991 года был принят Устав Банка России, который сохранил подотчётность Верховному Совету РСФСР.
В ноябре 1991 года Центральный банк РСФСР стал единственным на территории республики органом государственного денежно-кредитного и валютного регулирования экономики. На него возлагались полномочия Госбанка СССР по эмиссии и определению курса советского рубля.
20 декабря 1991 года Президиум Верховного Совета РСФСР принял Постановление, в котором говорилось об упразднении на территориях государств — членов СНГ всех органов бывшего Советского Союза. После этого здания Госбанка были взяты под охрану, а всё его имущество, находившееся в РСФСР, включая активы и пассивы, было передано непосредственно Центральному банку данного субъекта (Банку России). Несколько месяцев спустя он был переименован в Центральный банк Российской Федерации (Банк России).
В течение 1991—1992 годов на территории России под руководством Центрального банка была создана широкая сеть коммерческих банков на основе филиалов спецбанков. Также была изменена система счетов, созданы расчётно-кассовые центры (РКЦ) Банка России.
С 1992 года Банк России начал осуществлять куплю-продажу иностранной валюты на созданном им валютном рынке, устанавливать и публиковать официальные котировки иностранных валют по отношению к рублю. В этот же период начался процесс передачи Банком России функций кассового исполнения государственного бюджета вновь созданному Федеральному казначейству.
25 декабря 1993 года вступила в силу Конституция Российской Федерации, где была прописана основная функция Центрального банка.
Статья 75
1. Денежной единицей в Российской Федерации является рубль. Денежная эмиссия осуществляется исключительно Центральным банком Российской Федерации. Введение и эмиссия других денег в Российской Федерации не допускаются.
2. Защита и обеспечение устойчивости рубля — основная функция Центрального банка Российской Федерации, которую он осуществляет независимо от других органов государственной власти.
В 1992—1995 годах для поддержания стабильности банковской системы Банк России создал систему надзора и инспектирования коммерческих банков, а также систему валютного регулирования и валютного контроля. В качестве агента Министерства финансов Банк России организовал рынок государственных ценных бумаг (ГКО) и стал принимать участие в его функционировании.
С 1995 года Банк России прекратил использование прямых кредитов для финансирования дефицита федерального бюджета и перестал предоставлять целевые централизованные кредиты отраслям экономики.

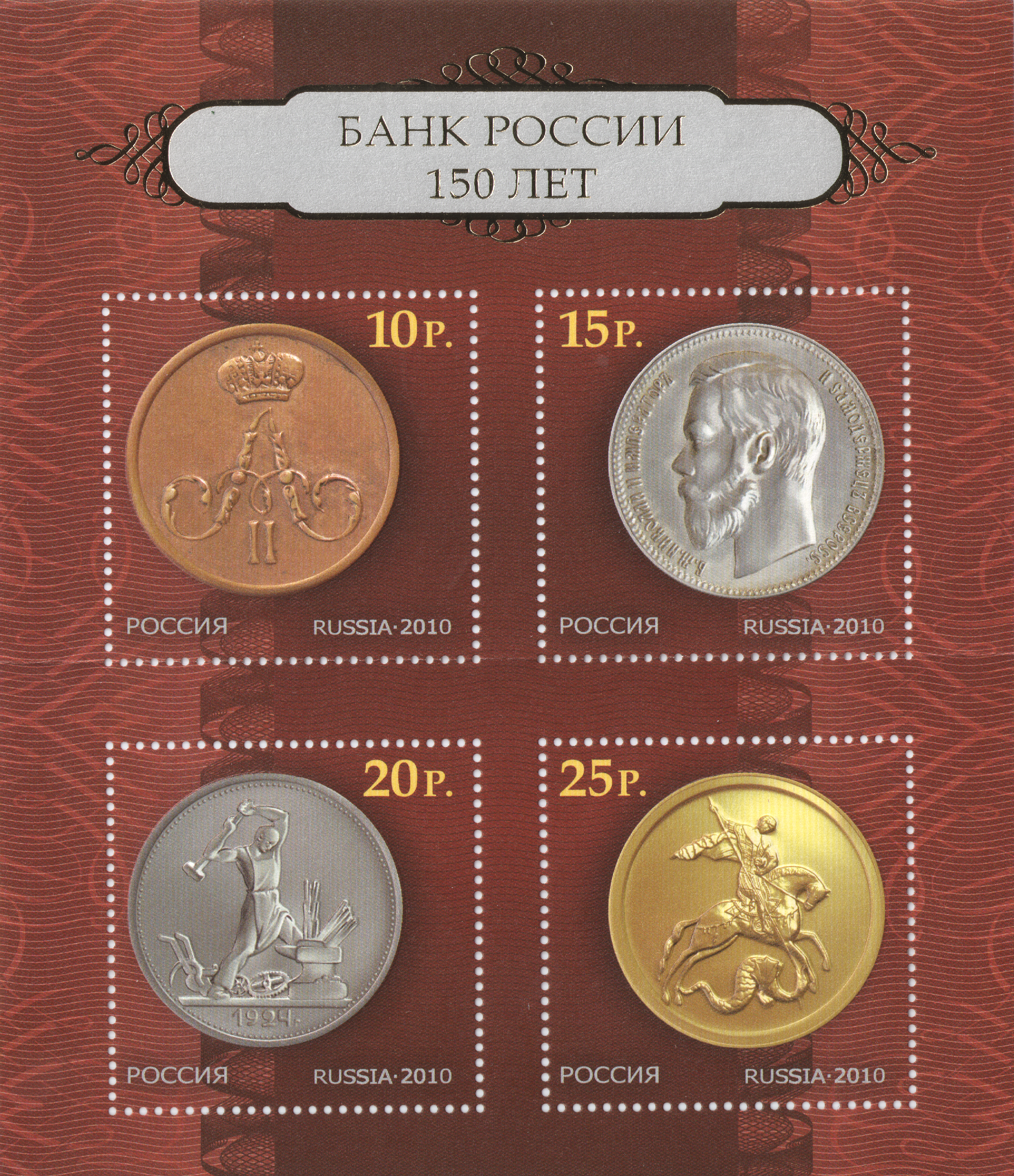
Блок почтовых марок в честь 150-летия Банка России. 2010 год

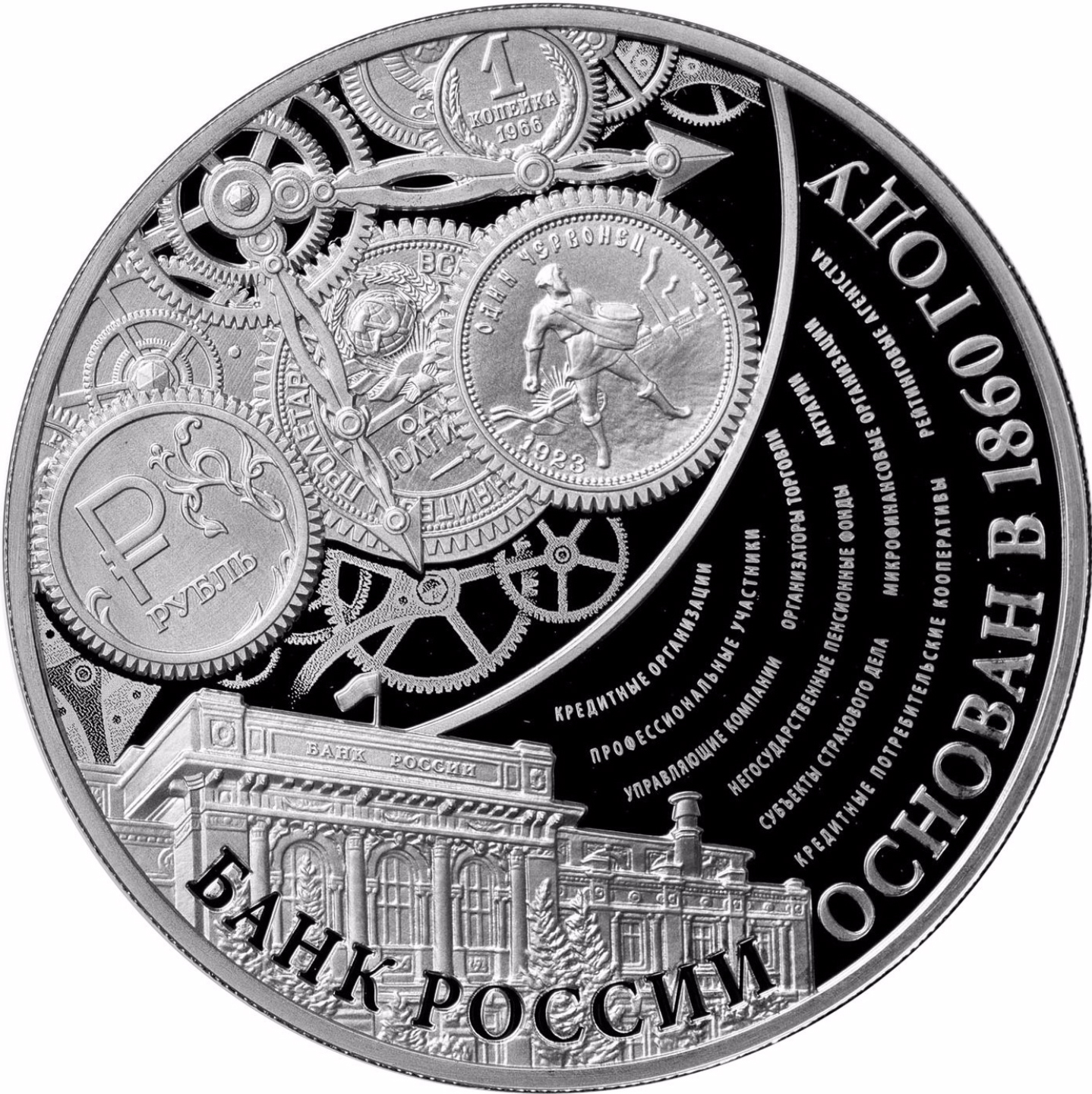
Банк России на памятной монете

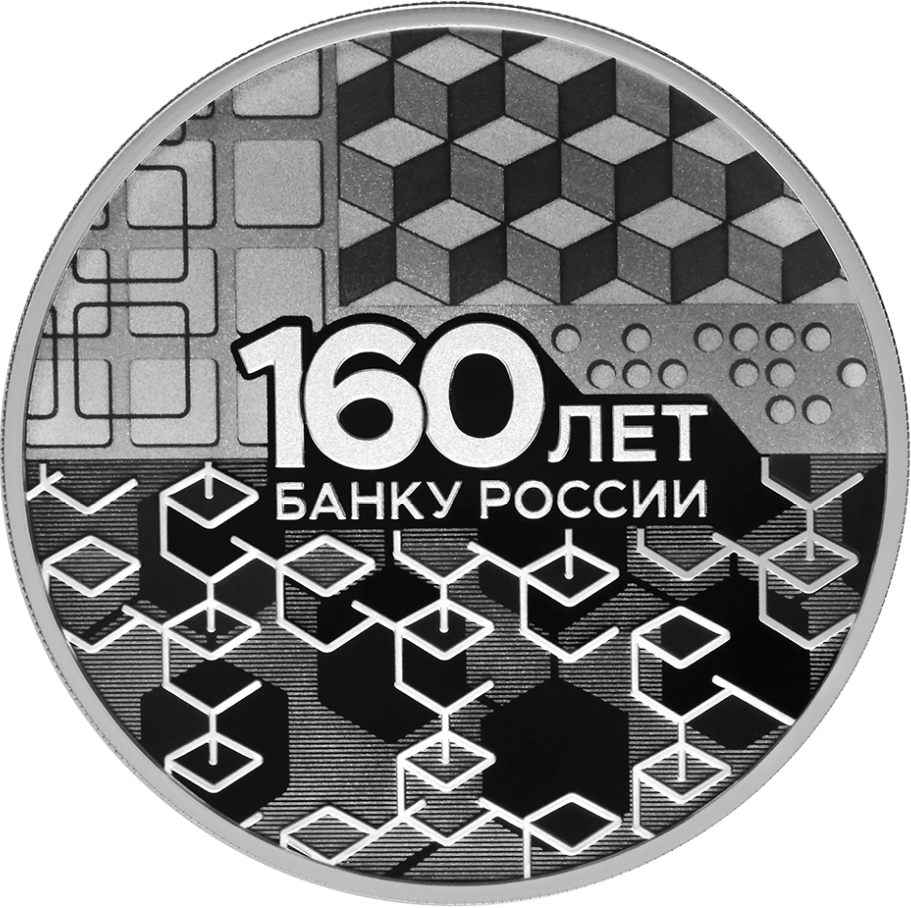
Серия: 160-летие Банка России. «Технологический» узор (элементы блокчейна)

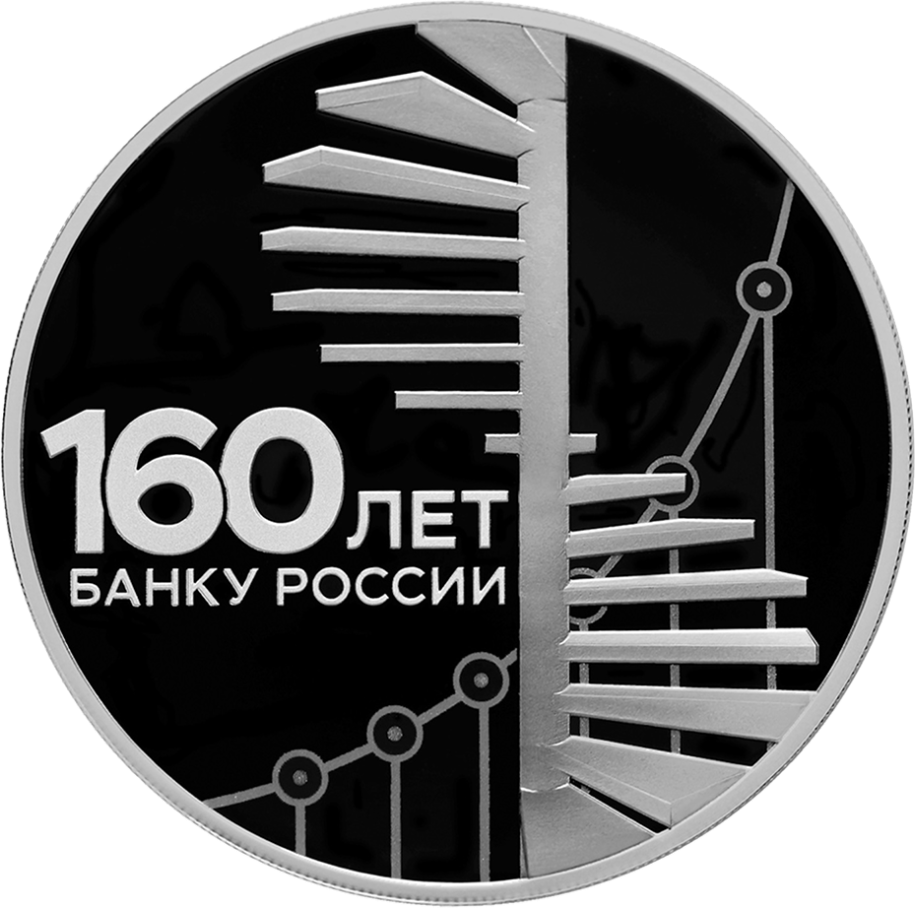
Серия: 160-летие Банка России. Лестница по спирали

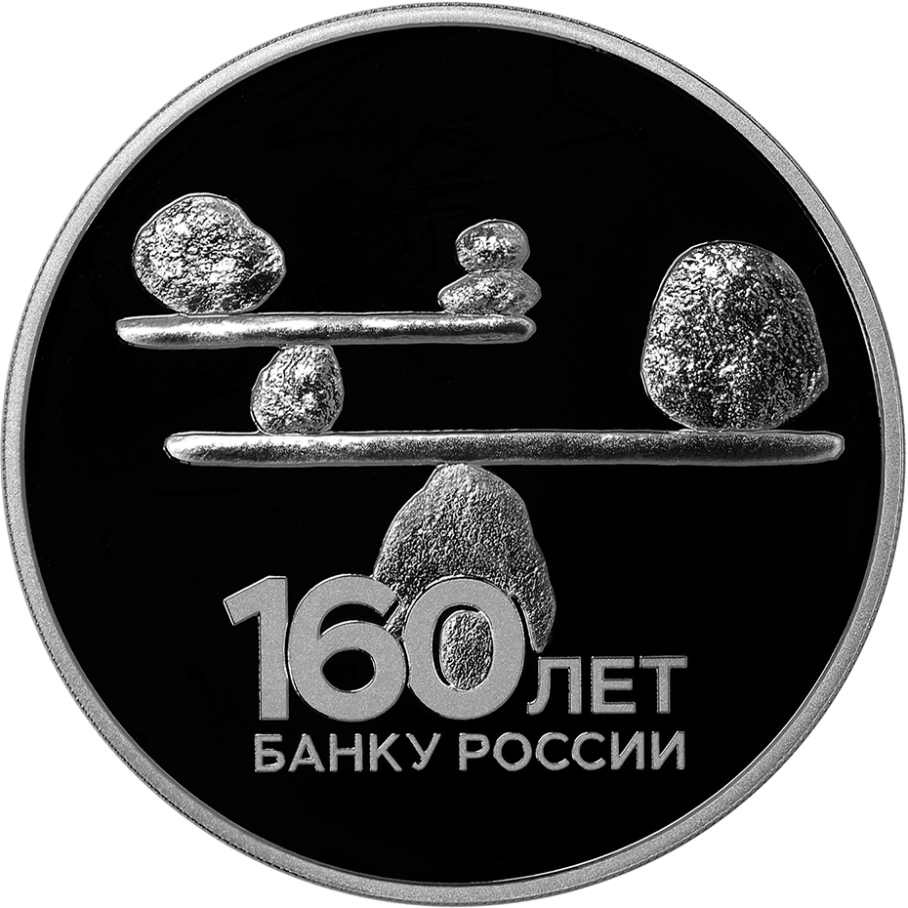
Серия: 160-летие Банка России. Камни на перекладинах

С 1998 года Банк России для преодоления последствий финансового кризиса проводил политику реструктуризации банковской системы, направленную на улучшение работы коммерческих банков и повышение их ликвидности. Также было создано Агентство по реструктуризации кредитных организаций (АРКО) и Межведомственный координационный комитет содействия развитию банковского дела в России (МКК).
10 июля 2002 года был принят федеральный закон № 86-ФЗ «О Центральном банке Российской Федерации (Банке России)»
В 2003 году Банк России начал внедрять систему международных стандартов финансовой отчётности (МСФО).
В декабре 2003 года был принят Федеральный закон «О страховании вкладов физических лиц в банках Российской Федерации». В нём были определены правовые, финансовые и организационные основы функционирования системы обязательного страхования вкладов физических лиц в банках Российской Федерации, а также компетенция, порядок образования и деятельности организации, осуществляющей функции по обязательному страхованию вкладов, порядок выплаты возмещения по вкладам.
1 сентября 2013 года Банку России перешли функции упразднённой Федеральной службы по финансовым рынкам, что сделало его финансовым мегарегулятором.
В ноябре 2014 года Банк России перешёл к режиму плавающего валютного курса. Таким образом, курс рубля не определяется правительством или центральным банком, он не является фиксированным, какие-либо цели по уровню курса или темпам его изменения не устанавливаются. Банк России в нормальных условиях не совершает валютных интервенций с целью повлиять на динамику курса рубля. Это отличает режим плавающего валютного курса от многочисленных разновидностей режима управляемого курса.
В 2017 году в России впервые по инициативе Центрального банка было закрыто 8 сайтов нелегальных кредиторов, нарушающих закон о микрофинансовой деятельности и микрофинансовых организациях. С 2017 года Банк России совместно с «Яндексом» реализует проект по маркировке в поисковой выдаче системы «Яндекс» сайтов микрофинансовых организаций, сайтов субъектов страхового дела и сайтов кредитных организаций, сведения о которых содержатся в соответствующих разделах сайта Банка России (реестрах, списках). Банк России также в дальнейшем планирует распространить проект по маркировке и на сайты организаций из других сегментов финансового рынка, в которых взаимодействие между потребителями услуг и поставщиками чаще происходит через интернет.
5 февраля 2019 года Центробанк заявил о том, что специально созданный программный робот будет имитировать поисковые запросы и помогать определять потенциальные финансовые пирамиды в интернете.
По итогам 2023 года впервые за семь лет Банком России была получена прибыль в 140,4 млрд рублей. Согласно годовому отчёту регулятора, в основном она была сформирована из-за «положительной переоценки ценных бумаг, по которым в 2022 году была отражена отрицательная переоценка, относящаяся на финансовый результат».

## Цели деятельности
Основными целями деятельности Банка России являются:
- защита и обеспечение устойчивости рубля (его покупательной способности; тем не менее о курсе по отношению к инвалютам никакой специальной задачи не ставится);
- развитие и укрепление банковской системы России;
- обеспечение стабильности и развитие национальной платёжной системы;
- развитие финансового рынка России;
- обеспечение стабильности финансового рынка России.

Специально оговорено, что получение прибыли не является целью деятельности Банка России.

## Правовой статус
На сайте Банка России указано: «Статьёй 75 Конституции Российской Федерации установлен особый конституционно-правовой статус Центрального банка России, определено его исключительное право на осуществление денежной эмиссии (часть 1) и в качестве основной функции — защита и обеспечение устойчивости рубля (часть 2)». Собственно, статус Центрального банка косвенно определяет фраза из статьи 75 Конституции о том, что свои функции «он осуществляет независимо от других органов государственной власти». При этом Конституционный суд Российской Федерации указал, что эти функции «по своей природе относятся к функциям государственной власти, поскольку их реализация предполагает применение мер государственного принуждения».
Статус, цели деятельности, функции и полномочия Банка России определяются, помимо Конституции РФ, также Федеральным законом 10 июля 2002 года № 86-ФЗ «О Центральном банке Российской Федерации (Банке России)» и другими федеральными законами. На сайте регулятора содержится следующая информация:

Ключевым элементом правового статуса Банка России является принцип независимости, который проявляется прежде всего в том, что Банк России выступает как особый публично-правовой институт, обладающий исключительным правом денежной эмиссии и организации денежного обращения. Он не является органом государственной власти, вместе с тем его полномочия по своей правовой природе относятся к функциям государственной власти, поскольку их реализация предполагает применение мер государственного принуждения. Функции и полномочия, предусмотренные Конституцией Российской Федерации и Федеральным законом «О Центральном банке Российской Федерации (Банке России)», Банк России осуществляет независимо от федеральных органов государственной власти, органов государственной власти субъектов Российской Федерации и органов местного самоуправления. Независимость статуса Банка России отражена в статье 75 Конституции Российской Федерации, а также в статьях 1 и 2 Федерального закона «О Центральном банке Российской Федерации (Банке России)».

Банк России является отдельным юридическим лицом с уставным капиталом в 3 млрд рублей. Уставный капитал и иное имущество Банка России являются федеральной собственностью, при этом Банк России наделён имущественной и финансовой самостоятельностью. По состоянию на ноябрь 2020 года выдаваемые реестром Федеральной налоговой службы по запросу «Центральный банк Российской Федерации» сведения не содержат разделов «Сведения об уставном капитале» и «Сведения об учредителях (участниках) юридического лица».
Банк России подотчётен Государственной думе.
Полномочия по владению, пользованию и распоряжению имуществом Банка России, включая золотовалютные резервы Банка России, осуществляются самим Банком России в соответствии с целями и порядке, установленном действующими в стране нормативными правовыми актами. Изъятие и обременение обязательствами имущества Банка России без его согласия не допускаются, если иное не предусмотрено федеральным законом. Финансовая независимость Банка России выражается в том, что он осуществляет свои расходы за счёт собственных доходов. Банк России вправе защищать свои интересы в судебном порядке, в том числе в международных судах, судах иностранных государств и третейских судах.
Государство не отвечает по обязательствам Банка России, так же, как и Банк России — по обязательствам государства, если они не приняли на себя такие обязательства или если иное не предусмотрено федеральными законами. Банк России не отвечает по обязательствам кредитных организаций, а кредитные организации не отвечают по обязательствам Банка России, за исключением случаев, когда Банк России или кредитные организации принимают на себя такие обязательства.
Вопрос о том, каков фактический статус Центрального банка, остаётся дискуссионным. По мнению доктора экономических наук С. А. Андрюшина, «Банк России де-юре не является органом государственной власти, но вместе с тем по своим правовым полномочиям, отражённым в его целях и функциях, де-факто относится к органам государства, поскольку реализация его целей и функций предполагает применение мер государственного принуждения».
Доктор юридических наук А. Г. Братко выделяет «принцип независимости» как ключевой элемент статуса Центрального банка Российской Федерации, проявляющийся прежде всего в том, что Банк России не входит в структуру федеральных органов государственной власти и выступает как особый институт, обладающий исключительным правом денежной эмиссии и организации денежного обращения».
Доктора юридических наук, профессора Г. А. Тосунян и А. Ю. Викулин считают, что «Банк России является одним из органов государственной власти». Такой вывод они делают из ч. 2 ст. 75 Конституции РФ, где содержится формулировка: «защита и обеспечение устойчивости рубля — основная функция Центрального банка РФ, которую он осуществляет независимо от других органов власти». Однако даже они признают, что «Банк России… не относится к числу органов, которые осуществляют государственную власть в общепринятом (классическом) смысле этого слова».
Особый статус Центробанка стал предметом полемики среди политиков. Например, лидер «Национально-освободительного движения» и депутат Государственной думы Евгений Фёдоров утверждал, что Центробанк является «частной лавочкой ФРС США». Е. А. Фёдоров даже стал соавтором законопроекта, который предусматривал передачу полномочий ЦБ в совместное ведение Правительства РФ и Центробанка. В заключении на законопроект Правительство РФ ответило, что предложение о совместном осуществлении Банком России с Правительством Российской Федерации функций и полномочий по владению, пользованию и распоряжению имуществом Банка России не учитывает юридических рисков в связи с судебными разбирательствами (включая арест активов). В связи с этим Правительство указало, что «в настоящее время в США, Великобритании и ряде европейских стран средства иностранных центральных банков обладают иммунитетом от принудительных мер (включая арест) в связи с судебными разбирательствами», а вот, если они станут принадлежать правительству, то иммунитет этот утратят».
На подчинённый системе органов государственной власти статус Центробанка указывает его обязанность перечислять в федеральный бюджет значительную часть прибыли по итогам каждого года. Причём доля перечисляемой прибыли в последние годы постоянно растёт. Согласно статье 26 закона «О Центральном банке Российской Федерации», по итогам года Банк России обязан перечислять в федеральный бюджет 50 % фактически полученной им прибыли, остающейся после уплаты установленных налогов и сборов. Оставшаяся прибыль направляется в резервы и фонды различного назначения. В октябре 2014 года Президент Российской Федерации Владимир Путин подписал закон, обязывающий Центробанк перечислять в федеральный бюджет на постоянной основе 75 % своей прибыли вместо 50 %, как было ранее. В 2015 году норма 75 % в бюджет сохранилась, но дополнительно 15 % Центробанк обязан был передать государственному Внешэкономбанку как имущественный взнос для укрепления финансовой стабильности. В ноябре 2015 года был подписан закон, предусматривающий перечисление Банком России в 2016 году уже 90 % прибыли в федеральный бюджет.

## Функции
Банк России осуществляет свои функции в соответствии с:
1. Конституцией Российской Федерации;
2. Федеральным законом «О Центральном банке Российской Федерации (Банке России)»;
3. иными федеральными законами.

Согласно статье 75 Конституции Российской Федерации, основной функцией Банка России является защита и обеспечение устойчивости рубля, а денежная эмиссия осуществляется исключительно Банком России.
В соответствии со статьёй 4 Федерального закона «О Центральном банке Российской Федерации (Банке России)» Банк России выполняет следующие функции:
1. во взаимодействии с Правительством Российской Федерации разрабатывает и проводит единую государственную денежно-кредитную политику;
2. во взаимодействии с Правительством Российской Федерации разрабатывает и проводит политику развития и обеспечения стабильности функционирования финансового рынка Российской Федерации;
3. монопольно осуществляет эмиссию (выпуск) наличных денег и организует наличное денежное обращение, а также утверждает графическое обозначение рубля в виде знака;
4. является кредитором последней инстанции для кредитных организаций, организует систему их рефинансирования;
5. устанавливает правила осуществления расчётов в Российской Федерации, включая надзор и наблюдение в национальной платёжной системе, а также организацию и обеспечение функционирования платформы цифрового рубля;
6. устанавливает правила проведения банковских операций;
7. осуществляет эффективное управление золотовалютными резервами Банка России;
8. принимает решение о государственной регистрации кредитных организаций, выдаёт кредитным организациям лицензии на осуществление банковских операций, приостанавливает их действие и отзывает их, включая государственную регистрацию негосударственных пенсионных фондов и выдачу иностранным банкам лицензий на осуществление банковских операций на территории России;
9. осуществляет надзор за деятельностью кредитных организаций, филиалов иностранных банков и банковских групп;
10. осуществляет надзор за деятельностью страховых организаций;
11. осуществляет надзор за деятельностью микрофинансовых организаций (микрокредитных и микрофинансовых компаний), ломбардов, жилищных накопительных кооперативов, кредитных потребительских кооперативов и сельскохозяйственных кредитных потребительских кооперативов[40][41][42][43][44];
12. осуществляет надзор за деятельностью операторов по приёму платежей;
13. регистрирует эмиссию ценных бумаг кредитными организациями в соответствии с федеральными законами;
14. осуществляет самостоятельно или по поручению Правительства Российской Федерации все виды банковских операций и иных сделок, необходимых для выполнения функций Банка России;
15. организует и осуществляет валютное регулирование и валютный контроль в соответствии с законодательством Российской Федерации;
16. определяет порядок осуществления расчётов с международными организациями, иностранными государствами, а также с юридическими и физическими лицами;
17. устанавливает обязательные для кредитных организаций правила проведения банковских операций, бухгалтерского учёта и отчётности, правила составления и представления бухгалтерской (финансовой) и статистической отчётности, а также другой информации, предусмотренной федеральными законами;[45]
18. устанавливает и публикует официальные курсы иностранных валют по отношению к рублю;[46]
19. принимает участие в разработке прогноза платёжного баланса Российской Федерации и организует составление платёжного баланса Российской Федерации;
20. принимает участие в разработке методологии составления финансового счёта Российской Федерации в системе национальных счетов и организует составление финансового счёта Российской Федерации;
21. осуществляет регулирование деятельности по проведению организованных торгов, в том числе принимает нормативные акты, регулирующие деятельность по проведению организованных торгов, а также иные нормативные акты, предусмотренные настоящим Федеральным законом;[47]
22. проводит анализ и прогнозирование состояния экономики Российской Федерации в целом и по регионам, прежде всего денежно-кредитных, валютно-финансовых и ценовых отношений, публикует соответствующие материалы и статистические данные;
23. осуществляет выплаты Банка России по вкладам физических лиц в признанных банкротами банках, не участвующих в системе обязательного страхования вкладов физических лиц в банках Российской Федерации;
24. осуществляет иные функции в соответствии с федеральными законами.

В 2017 году был принят федеральный закон, который разрешил Банку России также осуществлять санацию банков в обход Агентства по страхованию вкладов — путём непосредственного кредитования инвестора через специально создаваемую управляющую компанию Фонда консолидации банковского сектора. Первым банком, в котором Банк России осуществил прямую санацию по новой схеме, стал банк «Финансовая корпорация Открытие». Это произошло 29 августа 2017 года, когда Банк России ввёл в «Открытии»  временную администрацию. После этого было официально объявлено, что Банк России сам станет основным акционером банка «Открытие». При этом мораторий на удовлетворение требований кредиторов введён не был, и «Открытие» продолжило работу в прежнем режиме.

### Эмиссия наличных рублей
До 1993 года в Российской Федерации использовались рубли советского образца. Билеты Банка России вводились в оборот в разные годы: например, банкнота в 100 рублей в 1993 году, а в 1000 рублей — в 1995 году.
Российские рубли современного образца были введены в оборот 1 января 1998 года после деноминации 1000:1 (1 миллион рублей стал тысячей рублей), при этом официальный код валюты был изменён с 810 RUR на 643 RUB.
Первые билеты Банка России (ценные бумаги) больших номиналов вводились в оборот в 1992 году. В период 1990—1996 годов негосударственные ценные бумаги с фиксированной стоимостью выпускались в нескольких регионах России. Например, в Хакасии они применялись с целью восполнить дефицит общероссийских денег, а в Нижегородской области использовались как талоны на бензин.

### Реестры финансовых организаций
Опираясь на различные законодательные и собственные нормативные акты, ЦБ РФ ведёт реестры и перечни различных видов участников финансового рынка. Примеры реестров, публикуемых ЦБ:
- Справочник финансовых организаций, в том числе российских банков и микрофинансовых организаций
- Реестр операторов платёжных систем
- Реестр ломбардов
- Реестр операторов иностранных платёжных систем
- Перечень операторов электронных денежных средств
- Перечень операторов услуг информационного обмена
- Реестр операторов ЦФА и операторов обмена ЦФА
- Реестр операторов инвестиционных платформ

На 1 января 2024 года в национальную систему безналичных расчётов входили 27 платёжных систем и 362 оператора по переводу денежных средств.
Также ЦБ ведёт список компаний с выявленными признаками нелегальной деятельности на финансовом рынке, включающий компании, которые, по мнению ЦБ, могут являться финансовыми пирамидами, нелегальными кредиторами и брокерами на рынке ценных бумаг или иными возможными нарушителями законодательства.

## Структура и органы управления

### Председатели Центрального банка РСФСР и Российской Федерации
Председатель Центрального банка назначается Государственной думой сроком на 5 лет по представлению Президента.
| Портрет | Председатель ЦБ РФ              | Период деятельности |
| ------- | ------------------------------- | --- |
|         | Георгий Гаврилович Матюхин      | и. о. председателя правления Госбанка РСФСР с 7 августа 1990 года; назначен с 25 декабря 1990 года — 16 июля 1992 года |
|         | Виктор Владимирович Геращенко   | и. о. 17 июля 1992 года, назначен 4 ноября 1992 года — 14 октября 1994 года                                            |
|         | Татьяна Владимировна Парамонова | и. о. 18 октября 1994 года — 8 ноября 1995 года                                                                        |
|         | Александр Андреевич Хандруев    | врио 8 ноября — 22 ноября 1995 года                                                                                    |
|         | Сергей Константинович Дубинин   | 22 ноября 1995 года — 11 сентября 1998 года                                                                            |
|         | Виктор Владимирович Геращенко   | 11 сентября 1998 года — 20 марта 2002 года                                                                             |
|         | Сергей Михайлович Игнатьев      | 20 марта 2002 года — 24 июня 2013 года                                                                                 |
|         | Эльвира Сахипзадовна Набиуллина | 24 июня 2013 года — настоящее время                                                                                    |

### Совет директоров

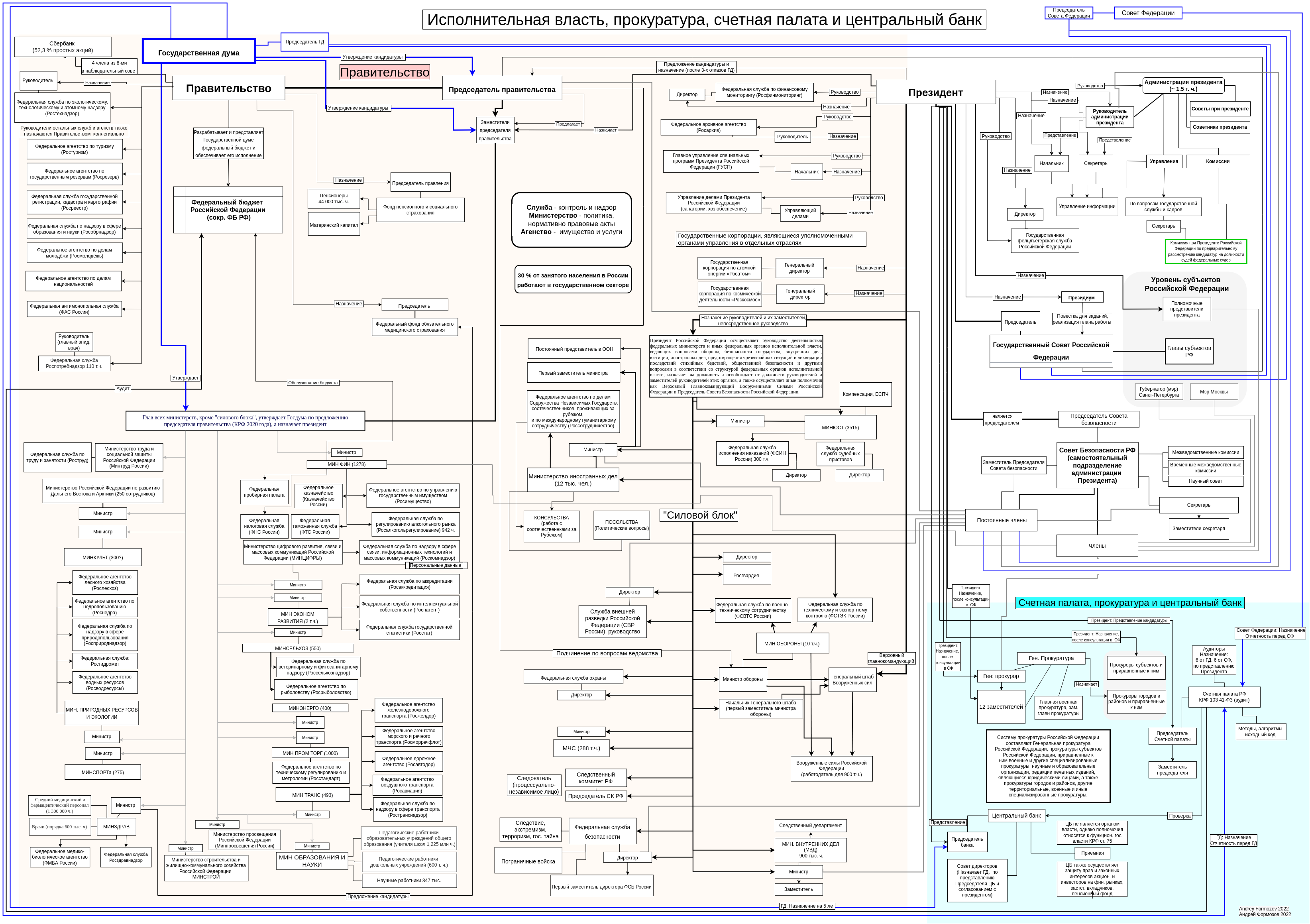
Банк России в структуре исполнительной власти Российской Федерации

В соответствии со статьёй 15 Федерального закона «О Центральном банке Российской Федерации (Банке России)» в совет директоров Банка России входят председатель Банка России и 14 членов совета директоров. Члены совета директоров работают на постоянной основе в Банке России и назначаются Государственной думой на должность сроком на пять лет по представлению председателя Банка России, согласованному с президентом Российской Федерации.
По состоянию на май 2023 года членами Совета директоров Центрального банка являлись:
| Члены совета                    | Должность                                                                                               | Утверждён            |
| ------------------------------- | --- | -------------------- |
| Эльвира Сахипзадовна Набиуллина | Председатель Банка России                                                                               | 18 октября 2013 года |
| Дмитрий Владиславович Тулин     | Первый заместитель председателя Банка России                                                            | 16 июня 2015 года    |
| Владимир Викторович Чистюхин    | Первый заместитель председателя Банка России                                                            | 18 октября 2013 года |
| Филипп Георгиевич Габуния       | Заместитель председателя Банка России                                                                   | 21 апреля 2022 года  |
| Алексей Геннадьевич Гузнов      | Статс-секретарь — заместитель Председателя Банка России                                                 | 18 октября 2013 года |
| Алексей Борисович Заботкин      | Заместитель председателя Банка России                                                                   | 21 апреля 2022 года  |
| Ольга Васильевна Полякова       | Заместитель председателя Банка России                                                                   | 2 декабря 2016 года  |
| Михаил Валерьевич Мамута        | Руководитель Службы по защите прав потребителей и обеспечению доступности финансовых услуг Банка России | 18 октября 2013 года |
| Елизавета Олеговна Данилова     | Директор Департамента финансовой стабильности Банка России                                              | 12 октября 2023 года |
| Рустэм Хабибович Марданов       | Начальник Главного управления Банка России по Центральному федеральному округу                          | 12 октября 2023 года |
| Лариса Вальтеровна Павлова      | Начальник Волго-Вятского главного управления Банка России                                               | 12 октября 2023 года |
| Алексей Юрьевич Симановский     | Советник председателя Банка России                                                                      | 18 октября 2013 года |

### Национальный финансовый совет
Национальный финансовый совет — коллегиальный орган Банка России. Национальный финансовый совет состоит из двенадцати человек, из которых двое направляются Советом Федерации Федерального Собрания Российской Федерации из числа членов Совета Федерации, трое — Государственной Думой из числа депутатов Государственной Думы, трое — Президентом Российской Федерации, трое — Правительством Российской Федерации. Кроме того, в состав Национального финансового совета входит председатель Банка России.
В соответствии с Федеральным законом Российской Федерации «О Центральном банке Российской Федерации (Банке России)» в функции Национального финансового совета входит:
1. Рассмотрение годового отчёта Банка России;
2. Утверждение на основе предложений совета директоров доходов и расходов Банка России на предстоящий год;
3. Утверждение при необходимости на основе предложений совета директоров дополнительных расходов;
4. Рассмотрение вопросов совершенствования банковской системы Российской Федерации;
5. Рассмотрение проекта и окончательного варианта основных направлений единой государственной денежно-кредитной политики;
6. Решение вопросов, связанных с участием Банка России в капиталах кредитных организаций;
7. Назначение главного аудитора Банка России и рассмотрение его докладов;
8. Ежеквартальное рассмотрение информации совета директоров по основным вопросам текущей деятельности Банка России, в том числе реализации основных направлений единой государственной денежно-кредитной политики, банковского регулирования и банковского надзора, реализации политики валютного регулирования и валютного контроля, организации системы расчётов в Российской Федерации, исполнения сметы расходов Банка России, а также подготовки проектов законодательных актов и иных нормативных актов в области банковского дела;
9. Определение аудиторской организации — аудитора годовой финансовой отчётности Банка России;
10. Утверждение по предложению совета директоров правил бухгалтерского учёта и отчётности для Банка России;
11. Внесение в Государственную думу предложений о проведении проверки Счётной палатой Российской Федерации финансово-хозяйственной деятельности Банка России, его структурных подразделений и учреждений;
12. Утверждение по предложению совета директоров порядка формирования провизий Банка России и порядка распределения прибыли, остающейся в распоряжении Банка России;
13. Утверждение по предложению совета директоров отчёта о расходах Банка России на содержание служащих, их пенсионное обеспечение, страхование жизни и медицинское страхование, на капитальные вложения и прочие административно-хозяйственные нужды.

Участники Национального финансового совета (НФС) за исключением председателя Банка России не являются сотрудниками Банка России и не получают вознаграждения за свою деятельность. Совет собирается не реже одного раза в квартал. Из числа участников избирается председатель НФС. Кворум составляет семь человек, решение принимается простым большинством голосов.
По состоянию на май 2025 года состав НФС был следующим:
1. А. Г. Силуанов — министр финансов Российской Федерации, председатель Национального финансового совета;
2. Э. С. Набиуллина — председатель Банка России, заместитель председателя Национального финансового совета;
3. А. Г. Аксаков — председатель Комитета Государственной Думы по финансовому рынку;
4. С. А. Гаврилов — председатель Комитета Госдумы по вопросам собственности, земельным и имущественным отношениям;
5. Н. А. Журавлёв — заместитель председателя Совета Федерации Федерального Собрания;
6. А. М. Макаров — председатель Комитета Государственной Думы бюджету и налогам;
7. М. С. Орешкин — помощник президента Российской Федерации;
8. М. Г. Решетников — министр экономического развития Российской Федерации;
9. М. М. Ульбашев — заместитель председателя Комитета Совета Федерации по бюджету и финансовым рынкам.
10. И. А. Чебесков ― заместитель Министра финансов Российской Федерации.
11. Ю. А. Чиханчин — директор Росфинмониторинга.

### Центральный аппарат
В настоящее время в Банке России функционируют следующие структурные подразделения:
1. Аппарат Банка России
2. Департамент статистики
3. Департамент исследований и прогнозирования
4. Департамент наличного денежного обращения
5. Департамент национальной платёжной системы
6. Департамент бухгалтерского учёта и отчётности
7. Департамент регулирования бухгалтерского учёта
8. Департамент допуска и прекращения деятельности финансовых организаций
9. Департамент финансового оздоровления
10. Департамент корпоративных отношений
11. Департамент обеспечения банковского надзора
12. Служба анализа рисков
13. Департамент банковского регулирования
14. Департамент надзора за системно значимыми кредитными организациями
15. Служба текущего банковского надзора
16. Главная инспекция Банка России
17. Департамент операций на финансовых рынках
18. Операционный департамент
19. Департамент финансовой стабильности
20. Служба финансового мониторинга и валютного контроля
21. Департамент денежно-кредитной политики
22. Департамент стратегического развития финансового рынка
23. Департамент страхового рынка
24. Департамент инвестиционных финансовых посредников
25. Департамент инфраструктуры финансового рынка
26. Департамент небанковского кредитования
27. Служба по защите прав потребителей и обеспечению доступности финансовых услуг
28. Юридический департамент
29. Департамент полевых учреждений
30. Департамент информационных технологий
31. Департамент финансовых технологий
32. Департамент данных, проектов и процессов
33. Департамент кадровой политики
34. Финансовый департамент
35. Департамент внутреннего аудита
36. Департамент международного сотрудничества
37. Департамент по связям с общественностью
38. Административный департамент
39. Департамент закупок Банка России
40. Департамент недвижимости Банка России
41. Департамент информационной безопасности
42. Департамент безопасности Банка России
43. Университет Банка России

### Территориальные подразделения
Территориальные подразделения Банка России организованы в форме главных управлений, размещённых в основных промышленно-финансовых центрах страны, которым подчинены отделения в субъектах Федерации:
- ГУ Банка России по Центральному федеральному округу (Москва, отделения — Белгород, Брянск, Владимир, Воронеж, Иваново, Калуга, Кострома, Курск, Липецк, Орёл, Рязань, Смоленск, Тамбов, Тверь, Тула, Ярославль);
- Северо-Западное ГУ Банка России (Санкт-Петербург, отделения — Архангельск, Вологда, Калининград, Мурманск, Новгород, Псков, Петрозаводск, Сыктывкар);
- Южное ГУ Банка России (Краснодар, отделения — Астрахань, Волгоград, Симферополь, Ростов-на-Дону, Севастополь, Ставрополь, Нальчик, Черкесск, Майкоп, Махачкала, Магас, Элиста, Владикавказ, Грозный, Донецк, Запорожье, Луганск, Херсон);
- Волго-Вятское ГУ Банка России (Нижний Новгород, отделения — Киров, Пенза, Самара, Саратов, Ульяновск, Саранск, Казань, Ижевск, Чебоксары);
- Уральское ГУ Банка России (Екатеринбург, отделения ― Курган, Оренбург, Тюмень, Челябинск, Уфа);
- Сибирское ГУ Банка России (Новосибирск, отделения ― Барнаул, Иркутск, Кемерово, Красноярск, Омск, Томск, Чита, Горно-Алтайск, Улан-Удэ, Тува, Абакан);
- Дальневосточное ГУ Банка России (Владивосток, отделения — Анадырь, Биробиджан, Благовещенск, Магадан, Петропавловск-Камчатский, Хабаровск, Южно-Сахалинск, Якутск).

16 марта 2017 года было открыто первое представительство Банка России за рубежом — в столице КНР Пекине.

## Повышение финансовой грамотности
Отдельным направлением работы Банка России является повышение финансовой грамотности (культуры) населения страны. В структуре Службы Банка России по защите прав потребителей и обеспечению доступности финансовых услуг создано Управление финансовой грамотности. 31 августа 2017 года начал работать созданный Центральным банком информационно-просветительский ресурс «Финансовая культура». Банк России представлен в социальных сетях: каналы YouTube, Telegram; страницы в Фейсбуке, Твиттере, ВКонтакте.
В 2021 году Центробанк заявил о развитии института информаторов, на основе опыта иностранных регуляторов в сфере защиты прав потребителей финансовых услуг — в частности, Financial Conduct Authority (Великобритания) и Consumer Financial Protection Bureau (США). Предполагается, что сотрудники финансовых организаций будут сообщать о нарушениях прав потребителей их работодателями. Аналогичный механизм Банк России апробирует для повышения эффективности противодействия недобросовестным практикам на финансовом рынке — в 2020 году на официальном сайте ЦБ был размещён сервис, позволяющий работникам финорганизаций сообщить о возможном нарушении их работодателями прав потребителей финуслуг, в том числе и в отношении профессиональных кредиторов (банков, МФО), страховых компаний и финансовых организаций, задействованных в сфере рынка ценных бумаг и коллективных инвестиций.

## Дочерние и зависимые организации
Центральный банк напрямую владеет значительными долями в капиталах ряда организаций России:
- Национальный торговый банк «Траст» (97,7 % акций)[65];
- Московская биржа (11,8 % акций);
- Санкт-Петербургская валютная биржа (8,903 % акций)[66][67];
- «Российская национальная перестраховочная компания» (100 % акций)[68];
- Управляющая компания Фонда консолидации банковского сектора (100 % долей);
- Росинкас[69];
- Национальная страховая информационная система (АО «НСИС») (100 % акций)[70][71].

С 2000 по 2005 годы — все пакеты акций росзагранбанков были выкуплены у Банка России банком ВТБ. Ранее же Банк России владел долями в капиталах ряда организаций страны, в том числе после ликвидации Госбанка СССР он стал владельцем полных или контрольных пакетов акций пяти так называемых «росзагранбанков» (до 1991 года — «совзагранбанки»):
- Donaubank AG[англ.], Вена;
- East-West United Bank, Люксембург;
- Eurobank, Париж;
- Moscow Narodny Bank, Лондон;
- Ost-West Handelsbank, Франкфурт-на-Майне.

Все они входили в систему Внешэкономбанка СССР и были в 1992 году переданы Центральному банку постановлением Президиума Верховного совета России.
До 2020 года Центральному банку принадлежал Сбербанк России. В его активах был контрольный пакет обыкновенных акций Сбербанка — 50 % + 1 акция. В апреле 2020 года на основании Федеральных законов № 49 и 50 от 18 марта 2020 года началась поэтапная продажа ЦБ РФ обыкновенных акций Сбербанка Правительству России. Сделка составила 2, 139 трлн рублей за счёт средств Фонда национального благосостояния.
В 2021 году Банк России продал 100 % принадлежавших ему с 2018 года акций Азиатско-Тихоокеанского банка.
В процессе санации кредитных организаций Банк России инвестирует в них средства через Фонд консолидации банковского сектора, получая (временно и опосредованно) долю в капитале санируемых банков. Первым таким проектом летом 2017 года стало создание ПАО «Финансовая корпорация Открытие».

## Золотовалютные резервы

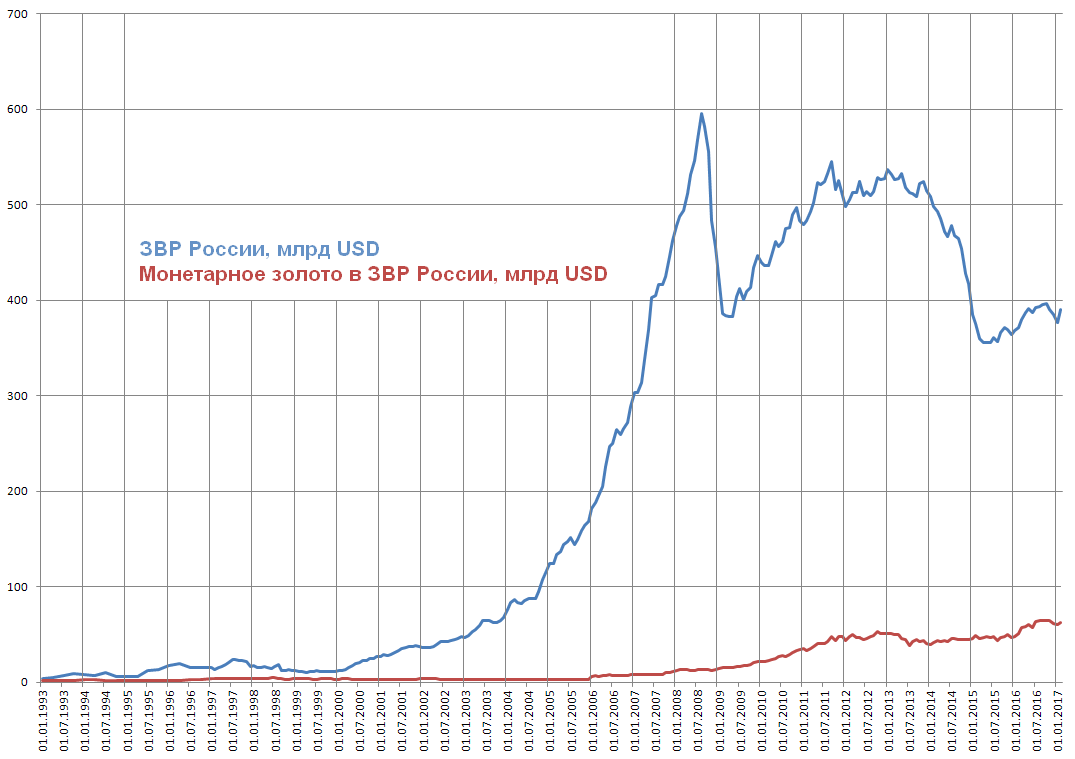
Международные резервы Российской Федерации, по данным Банка России c 1 января 1993

Международные резервы Российской Федерации представляют собой высоколиквидные иностранные активы, имеющиеся в распоряжении Банка России и Правительства России по состоянию на отчётную дату. Часть Фонда национального благосостояния, номинированная в иностранной валюте и размещённая Правительством Российской Федерации на счетах в Банке России, которая инвестируется им в иностранные финансовые активы, является составляющей международных резервов Российской Федерации. Финансовые требования Банка России и Правительства Российской Федерации к резидентам, выраженные в иностранной валюте, не включаются в состав международных резервов Российской Федерации.
| Дата        | Международные резервы, млн долларов |
| ----------- | ----------------------------------- |
| 01.01.2023  | 574 247                             |
| 01.01.2022  | 630 627                             |
| 01.01.2021  | 595 774                             |
| 01.01.2020  | 554 359                             |
| 01.01.2019  | 468 495                             |
| 01.01.2018  | 432 742                             |
| 01.01.2017  | 377 741                             |
| 01.01.2016  | 368 399                             |
| 01.01.2015  | 385 460                             |
| 01.01.2014  | 509 595                             |
| 01.01.2013  | 537 618                             |
| 01.01.2012  | 498 649                             |
| 01.01.2011  | 479 379                             |
| 01.01.2010  | 439 450                             |
| 01.01.2009  | 426 281                             |
| 01.01.2008  | 478 762                             |
| 01.01.2007  | 303 732                             |
| 01.01.2006  | 182 240                             |
| 01.01.2005  | 124 541                             |
| 01.01.2004  | 76 938                              |
| 01.01.2003  | 47 793                              |
| 01.01.2002  | 36 622                              |
| 01.01.2001  | 27 972                              |
| 01.01.2000  | 12 456                              |
| 01.01.1999  | 12 223                              |
| 01.01.1998  | 17 784                              |
| 01.01.1997  | 15 324                              |
| 01.01.1996  | 17 207                              |
| 01.01.1995  | 6 506                               |
| 01.01.1994  | 8 894                               |
| 01.01.1993  | 4 532                               |
| август 1991 | 32 100                              |

Золотой запас России на 1 июня 2020 года составляет 2299 тонн.
При прочих равных предпочтение предоставляется иностранной валюте с большей доходностью. В 2003 году Банк России начал диверсифицировать международные резервы. В структуре резервов появился евро, вслед за ним должен был прибавиться швейцарский франк. Но вместо франка в резервы включили фунт стерлингов по причине большей доходности. Например, в 2005 году в портфеле международных резервов ЦБ доллар США приносил 3,2 % годовых, евро — 2,2 %, а фунты стерлингов — 4,8 %. В то время ставка LIBOR по швейцарскому франку составляла порядка 2 %.
Детально структура валютной части резервов описана в «Обзоре деятельности Банка России по управлению активами в иностранных валютах и золоте» на сайте Банка России. По состоянию на 30 июня 2020 года валютная часть резервов включала в себя 29,5 % евро, 22,2 % долларов, 12,2 % юаней, 5,9 % фунтов стерлингов и 3,9 % японской иены.
Весной 2022 года публикация структуры международных резервов была приоставновлена и возобновилась 22 марта 2023 года. Однако структура валютной части резервов продолжает оставаться закрытой.

## Развитие финансовых технологий

### Система быстрых платежей
28 января 2019 года запущена «Система быстрых платежей», разработанная Банком России и АО «Национальная система платёжных карт». Она позволяет клиентам банков делать переводы средства по номеру телефона получателя (в том числе сканированием QR-кода), даже если стороны транзакции имеют счета в разных банках. СБП всё шире используется для оплаты различных покупок и в проведении платежей между юридическими лицами.

### Маркетплейс
Банк России инициировал разработку сервиса «Маркетплейс» в декабре 2017 года. Его цель — создание законодательной и нормативной базы для дистанционной розничной продажи финансовых продуктов (услуг) без географических ограничений, с регистрацией таких финансовых сделок в специальном реестре — регистраторе финансовых транзакций, что позволит приобретать финансовые продукты от разных организаций на одной платформе.

## ЦБ РФ и технология блокчейн
Позиция регулятора относительно криптовалют существенно отличается от использования связанных с ними технологий.
Впервые официальная публичная позиция Банка России по данному вопросу была заявлена в пресс-релизе от 27 января 2014 года:

…Банк России предостерегает граждан и юридических лиц, прежде всего кредитные организации и некредитные финансовые организации, от использования «виртуальных валют» для их обмена на товары (работы, услуги) или на денежные средства в рублях и в иностранной валюте.
… Согласно статье 27 Федерального закона «О Центральном банке Российской Федерации (Банке России)», выпуск на территории Российской Федерации денежных суррогатов запрещается.
… В связи с анонимным характером деятельности по выпуску «виртуальных валют» неограниченным кругом субъектов и по их использованию для совершения операций граждане и юридические лица могут быть, в том числе непреднамеренно, вовлечены в противоправную деятельность, включая легализацию (отмывание) доходов, полученных преступным путем, и финансирование терроризма.
— ЦБ РФ Об использовании при совершении сделок «виртуальных валют», в частности, Биткойн
2 июля 2014 года на Международном банковском конгрессе в Санкт-Петербурге первый зампред Банка России Георгий Лунтовский заявил: «Нельзя отвергать этот инструмент, возможно, за ним будущее».
Осенью 2015 года в Банке России была создана рабочая группа по изучению возможности использования технологии блокчейн.
В июле 2016 года зампред Банка России Ольга Скоробогатова сообщила журналистам о создании консорциума, предназначенного для внедрения новых технологий на финансовых рынках — прежде всего блокчейн и Big Data. В состав консорциума, кроме самого Банка России, вошли представители банков Qiwi, Бинбанк, МДМ-банк, Открытие, Тинькофф банка, Сбербанка, Альфа-банка, а также консалтинговой компании Accenture,.
5 октября 2016 года Банк России объявил о запуске платформы «Мастерчейн», предназначенной для обмена информацией между участниками финансового рынка. По признанию участников организованного Банком России консорциума российских банков, разработавшего этот продукт, технологии «Мастерчейн» основаны на протоколах Ethereum.
25 мая 2017 года зампред Центробанка Ольга Скоробогатова, выступая в Госдуме, заявила, что Банк России предлагает считать криптовалюты цифровым товаром и ввести их налогообложение. Она уточнила, что Центробанк предлагает в отношении ходящих в России криптовалют «применять законодательство с определёнными уточнениями в части налогов, контроля и отчётности, как к цифровому товару». По её словам, такое предложение поддержали Минфин, Минэкономразвития и «силовые ведомства».
Ранее, в декабре 2016 года, директор департамента финансовых технологий, проектов и организации процессов Банка России Вадим Калухов заявил, что борьба за безопасность на рынке криптовалют «может закрутить гайки так, что самого обмена в стране не произойдёт, у нас не будет места для контроля [за криптовалютами]», так как операции будут проводиться за пределами России.

## Реформа банковского рынка
В июле 2016 года, после нескольких лет работы по отзыву лицензий у банков, которые Банк России счёл несоответствующими своим требованиям, Банк России представил концепцию реформы, предназначенной для дальнейшего сокращения числа участников банковского рынка и их разделения на разные категории. Предполагалось введение двух видов банковских лицензий — универсальных и ограниченных (региональных). Первоначальная версия реформы содержала крайне жёсткие ограничения для региональных банков. Для них предполагались запрет трансграничных операций, территориальные ограничения деятельности и предельно допустимая величина активов.
Комментируя направление реформы, зам. председателя Банка России Михаил Сухов заявил: «Сейчас мы отталкиваемся от того, что деятельность таких банков будет ограничена предоставлением кредитов малому и среднему бизнесу, предпринимателям, ведущим небольшой бизнес, физическим лицам».
Концепция реформы подверглась критике банковского сообщества, была откорректирована и вновь представлена в сентябре на Международном банковском форуме в Сочи, но, по-прежнему, не устраивает многих профессионалов рынка.
Председатель совета некоммерческого партнёрства «Нижегородская банковская ассоциация» (ННБА), председатель правления НБД-банка Александр Шаронов заявил:

Ограничение малых банков по функционалу, возможно, не такое большое с точки зрения регулятора, тем не менее уже само по себе автоматически делает их неполноценными в глазах клиентов. Это несёт в себе огромный репутационный риск и неизбежно ведет к дальнейшему сжатию и в перспективе — полной потере клиентской базы. В результате имеем существенный риск массового ухода с рынка этой категории недобанков, причем ухода по процедуре, которая для государства будет экономически не самой дешёвой (как для санатора) и связанной с высокими социально-политическими издержками.

Ряд источников указывает, что представленная Банком России реформа будет неэффективна или даже ухудшит положение, поскольку специализированная банковская деятельность по работе с малым и средним бизнесом в стране сейчас не востребована, а прямая связь между размером банка и его участием в сомнительных операциях отсутствует. Последнее было показано самой практикой Банка России, неоднократно отзывавшего лицензии по подобным основаниям у крупных банков. По информации из СМИ, Банк России готов разрешить крупным микрофинансовым компаниям трансформироваться в банки с ограниченным функционалом. При таком переходе возникнут более жёсткие требования по нормативам и станет ниже доходность бизнеса. Как указали в Банке России, «смысл перехода в „другую лигу“ есть для компаний, которые готовы предоставлять клиентам ряд банковских услуг. Среди них открытие счетов, кредитование на бо́льшие суммы, чем у МФО, выдача гарантий, обмен валюты, банковские карты и денежные переводы, привлечение средств населения без ограничений (микрофинансовые организации могут привлекать средства граждан только большими суммами — от 1,5 млн руб.— „Коммерсантъ“)». Федеральным законом от 1 мая 2017 N 92-ФЗ «О внесении изменений в отдельные законодательные акты Российской Федерации» предусмотрена возможность изменения статуса банка на статус микрофинансовой компании. Указанным нормативным правовым актом также определён порядок получения микрофинансовой компанией статуса банка с базовой лицензией или небанковской кредитной организации.

## Санкции
28 февраля 2022 года, в связи с вторжением России на Украину, Европейский союз и Министерства финансов США запретили операции, связанные с управлением резервами и активами ЦБ. Санкции также ввели Великобритания, Япония, Канада, Южная Корея.

## Критика
Деятельность Банка России неоднократно подвергалась критике со стороны российских экономистов и политиков.
В частности, известный экономист, советник президента Российской Федерации, академик РАН Сергей Глазьев высказывался против проводимой Банком России политики, направленной на сжатие денежной массы и ограничение эмиссии.
С другой стороны, Банк России неоднократно обвиняли в том, что он не выполняет установленную Законом «О Центральном банке Российской Федерации (Банке России)» и Конституцией Российской Федерации обязанность по обеспечению устойчивости курса рубля. Его бездействие в этом вопросе стало предметом запроса депутата Государственной думы Евгения Фёдорова в адрес Генерального прокурора Российской Федерации и ряда судебных исков. Отказ от выполнения Банком России своих обязательств в этой части был признан в решении Моршанского районного суда (Тамбовская область) от 19 ноября 2015 года.
Критиковались и конкретные действия Банка России, влияющие на макроэкономическую ситуацию в стране. Повышение в декабре 2014 года учётной ставки до 17 % вызвало публичное негодование со стороны парламентской оппозиции. Лидер ЛДПР Владимир Жириновский заявил:

Центробанк обрушил нашу национальную валюту. Были черные вторники 1994, 1998 годов и далее. Когда происходило обрушение, глава ЦБ или министр финансов немедленно уходили в отставку. Им было стыдно, потому что это прямое следствие их дел.

Руководитель партии «Справедливая Россия» Сергей Миронов заявил по этому же поводу, что Центробанк не предпринимает реальных усилий по стабилизации национальной валюты, а его коллега по партии, первый зампред комитета по экономической политике Михаил Емельянов назвал действия ЦБ безумием и заявил: «По-хорошему, Набиуллина должна уйти в отставку. Она демонстрирует беспомощность в этой ситуации». В связи с тем же уполномоченный по правам предпринимателей Борис Титов в эфире радиостанции «Коммерсантъ FM» назвал действия ЦБ неразумными и ведущими в тупик.
Критике также неоднократно подвергалась практика Банка России в части регулирования банковской деятельности. Так, в своём решении Девятый апелляционный арбитражный суд квалифицировал практику Банка России по отзыву банковских лицензий как «неадекватную», указав на нарушение Центробанком рекомендаций FATF и базельских принципов эффективного банковского надзора. Первый заместитель председателя комитета Госдумы по экономической политике, инновационному развитию и предпринимательству Михаил Емельянов указал на то, что менеджмент Банка России не действует грамотно в процедурах санации банков.
Ряд изданий указывал на то, что Банк России целенаправленно проводит политику сокращения числа участников банковского сектора рынка. Эксперты и представители отраслевых объединений рынка указывали на то, что действия Банка России по «зачистке банковского сектора» привели к масштабным потерям для экономики, а значительная часть вины за крах того или иного банка лежит на ЦБ из-за недостаточно качественного контроля, выявляющего проблемы, только когда банк уже исчерпал собственные средства. Суммарный объём потерь российской экономики из-за банков, лишившихся лицензии только за первые десять месяцев 2016 года, достиг 700 млрд рублей. В отчёте Центробанка за 2017 год показан убыток 435,3 млрд рублей.

### Санация банка «Траст»
Банк России критиковался банкирами, заинтересованными в санации банка «Траст», санатором которого был выбран банк «Открытие». Одним из поводов к этим обвинениям стало то, что, несмотря на согласованный с Банком России план санации, на который было выделено 127 млрд рублей, банк «Открытие» запросил дополнительное финансирование. Генеральная прокуратура Российской Федерации после рассмотрения обращения «Альфа-банка» предложила Банку России отменить результаты повторного конкурса, проведённого АСВ, и передать «Траст» другому санатору.

### Количество работников Банка России
В публикациях ИТАР ТАСС и газеты «Ведомости» указывается, что число работников Банка России, по состоянию на 27 января 2017, составило 53 519 человек, в том числе 51 542 «рядовых работника», 1830 высокооплачиваемых специалистов и руководителей, 147 руководителей подразделений, начальников главных управлений и управляющих отделениями. Для сравнения: количество работников ФРС США, по состоянию на 31 декабря 2015, составило 18 574 человека.
14 февраля 2018 года заместитель председателя Банка России Руслан Вестеровский заявил, что Банк России планирует к концу 2019 года за счёт «цифровизации процессов» сократить численность работников до 43 000.
| Год  | Среднесписочная численность служащих на начало года, чел. |
| ---- | --------------------------------------------------------- |
| 1993 | 45 364                                                    |
| 1994 | 52 042                                                    |
| 1995 | 62 805                                                    |
| 1996 | 70 067                                                    |
| 1997 | 81 805                                                    |
| 1998 | 88 879                                                    |
| 1999 | 90 438                                                    |
| 2000 | 88 369                                                    |
| 2001 | 80 699                                                    |
| 2002 | 81 841                                                    |
| 2003 | 82 712                                                    |
| 2004 | 82 094                                                    |
| 2005 | 78 193                                                    |
| 2006 | 75 702                                                    |
| 2007 | 75 416                                                    |
| 2008 | 72 942                                                    |
| 2009 | 71 200                                                    |
| 2010 | 71 600                                                    |
| 2011 | 70 400                                                    |
| 2012 | 66 300                                                    |
| 2013 | 65 900                                                    |
| 2014 | 65 300                                                    |
| 2015 | 61 800                                                    |
| 2016 | 59 400                                                    |
| 2017 | 54 700                                                    |
| 2018 | 51 127                                                    |
| 2019 | 47 910                                                    |
| 2020 | 46 379                                                    |
| 2021 | 45 746                                                    |
| 2022 | 45 396                                                    |
| 2023 | 44 568                                                    |
| 2024 | 45 230                                                    |
| 2025 | 43 770                                                    |

### Качество банковского надзора
В июне 2017 года рейтинговое агентство Standard & Poor’s в сообщении, посвящённом оценке отраслевых и страновых рисков, относительно российского банковского сектора считает, что качество банковского надзора в стране низкое. Отмечается непрозрачность, неоперативность и непоследовательность действий Центрального банка в отношении проблемных банков.

### Санация банка «ФК Открытие»
В октябре 2017 года в публикациях газет «Ведомости» и «Коммерсантъ» было сообщено, что заместитель председателя Банка России В. А. Поздышев обзванивал крупных клиентов банка «ФК Открытие» и просил «вернуть или не забирать деньги». Также Банк России рассылал письма клиентам «ФК Открытие», в которых просили «рассмотреть возможность продолжения сотрудничества с банком и размещения временно свободных денежных средств в рамках соглашения об установлении и поддержании неснижаемого остатка», были заверения, что меры Банка России «обеспечат устойчивость „Открытия“» и «будут способствовать его дальнейшему развитию».
Издания критиковали действия должностных лиц Банка России за нарушение части 1 статьи 15 Федерального закона от 26.07.2006 № 135 ФЗ «О защите конкуренции», запрещающей осуществлять действия (бездействие), которые приводят или могут привести к недопущению, ограничению, устранению конкуренции, а также давать хозяйствующим субъектам указания о приобретении товара или услуги.

### Доходы председателя Банка России
Согласно официальным сведениям о доходах, расходах, об имуществе и обязательствах имущественного характера служащих Банка России за 2018 год, совокупный годовой доход из всех источников председателя Банка России Эльвиры Набиуллиной составил 34,7 млн рублей (487,5 тыс. долларов по курсу на июль 2020 года), в 2017 году её годовой доход составлял 33,8 млн рублей (474,9 тыс. долларов).
Для сравнения, в долларах США годовая заработная плата председателя ФРС США составляет 199,7 тыс., президента Федерального резервного банка Нью-Йорка — 469,5 тыс., средняя заработная плата президентов федеральных резервных банков — 395,6 тыс. Сведения о совокупном доходе ФРС США не публикуются.
Годовая заработная плата президента Европейского центрального банка составляет 396,9 тыс. евро (491,8 тыс. долларов по курсу на апрель 2018 года), а вице-президента Европейского центрального банка — 340,2 тыс. евро (421,5 тыс. долларов). Сведения о совокупном доходе своего руководства Европейский центральный банк не публикует.